# Drohojów
Drohojów – wieś w Polsce, położona w województwie podkarpackim, w powiecie przemyskim, w gminie Orły, nad rzeką Radą.
W latach 1975–1998 miejscowość administracyjnie należała do województwa przemyskiego.

## Integralne części wsi
| SIMC    | Nazwa      | Rodzaj    |
| ------- | ---------- | --------- |
| 0607328 | Chałupki   | część wsi |
| 0607334 | Kacze Doły | część wsi |
| 0607340 | Młyny      | część wsi |

## Historia Drohojowa
Drohojów od 1615 roku należał do Drohojowskich, którzy w pierwszej połowie XVII wieku wznieśli tu zamek.
Najazdy tatarskie w 1623 i 1624 roku, niszczą miejscowość, a potem najazdy Szwedów w 1656 r. i Węgrów Rakoczego w 1657 r. doprowadzają do zgliszcz. W XVIII wieku na skutek najazdu szwedzkiego i przemarszu wojsk rosyjskich, zamek został zniszczony i popadał w ruinę. Na przełomie XVIII i XIX wieku założono tu park dworski. W początkach XX wieku wzniesiony został w rejonie dawnego zamku murowany dwór.
Podczas I wojny światowej 24 maja 1915 roku, doszło tu do bitwy stoczonej przez rosyjską 8 Armię gen. Aleksego Brusiłowa i niemiecko-austriacką 11 Armię gen. Augusta von Mackensena, dziś możemy odwiedzić mogiły poległych żołnierzy.
Obok Polaków przed II wojną światową mieszkali Żydzi w gminie żydowskiej, w czasie wojny wywiezieni.
W Drohojowie urodził się jeden z ww. Emil Schinagel (1899 – 1943 Lwów (zamordowany))
lekarz, malarz, grafik, członek grupy zwornik. Student ASP w Krakowie studiował w 1919 u Teodora Axentowicza oraz w Akademii Brukselskiej u Van Haalena w 1930 r.

## Zabytki
- Pozostałości po zamku.
- Świątynia parafialna (dawna cerkiew greckokatolicka). Na sklepieniach zachowały się dwa malowidła.
- Cmentarz z okresu I wojny światowej